# Gianbatista Pignatelli

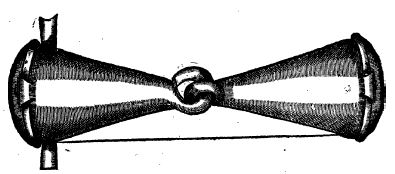
Le mors le plus simple "à la pignatel". Des Préceptes du Cavalerice françois,Salomon de La Broue (ed.1610).

Gianbatista Pignatelli (dont le prénom est parfois orthographié Gianbattista  ou Giovan Battista) (né en 1525 à Naples et mort en 1558) est un écuyer napolitain du XVIe siècle. Sa renommée internationale lui vaut d'être devenu le symbole de l'école italienne de la Renaissance

## Biographie
Célèbre écuyer de la première moitié du XVIe siècle, Gianbatista Pignatelli, issu d'une noble famille napolitaine qui donna à l'Italie un pape, Innocent XII, et un saint, saint Joseph Pignatelli. Malgré sa renommée de son vivant et ses nombreux élèves, sa vie demeure mal connue.  
Pirro Antonio Ferraro mentionne dans son traité Cavallo Frenato que Pignatelli fut l'élève de Giannetto Conestabile qui fut aussi le maître d'équitation du grand écuyer qu'est le comte de Consa. Il dit aussi que lorsqu'il fut âgé, il se retira chez un autre écuyer, un certain Serpentino qui fut un des maîtres de Ferraro. Claudio Corte indique pour sa part que Pignatelli entra dans les années 1560 au service à Rome du cardinal Alexandre Farnèse en qualité d'écuyer. Il est aussi mentionné parmi les personnes au service de la famille Orsini des années 1540 à 1570 dans l'Inventaire des écuries du Duc de Bracciano. Il aurait été le maître d'équitation du duc, Paolo Giordano Orsini qui possédait de somptueuses écuries regorgeant d'harnachements somptueux  ornés d'or, d'argent, de soie, de velours et de brocard, comme il est mentionné dans l'inventaire conservé dans les archives familiales. Il est encore mentionné la présence à Rome d'un cavalier nommé Giovan Battista Pignatelli à l'occasion du grand tournois qui eut llieu dans la cour du Belvédère du Vatcan sous Pie IV à l'occasion du mariage d'Hannibal Altemps et d'Hortense Borromeo. Tous ces témoignages permettent de penser, qu'au moins dans la force de l'âge, Pignatelli réside principalement à Rome et non à Naples. Dans La nobilità di Napoli publiée en 1569 le mentionne comme un cavalier napolitain qui demeure à Rome. Au XVIe siècle, les nobles romains vivaient avec le culte des arts de la chevalerie et nombre d'entre eux pouvaient donc apprécier ses compétences . 
Il fonde une académie à Naples, près de son palais, à l'emplacement de l'actuel musée national, face au golfe Sa notoriété est telle qu'on y vient de l'Europe entière. Il eut comme élèves les écuyers français Salomon de La Broue et Antoine de Pluvinel, qui eux-mêmes maîtres d'équitation, diffusèrent largement son enseignement. Antoine de Pluvinel y séjourna six ans et Salomon de la Broue cinq ans. Il enseigna aussi à l'allemand Engelhart von Lohneysen, maître d'équitation du prince électeur de Saxe qui diffusa son enseignement. Certains élèves venaient d'Espagne, le plus connu étant Vargas. Son élève anglais, Gervase Markham, introduisit le pilier inventé par Pignatelli en Angleterre et en recommanda l'usage pour dresser les chevaux. Salomon de la Broue et Antoine de Pluvinel reconnaissent tous deux qu'ils lui sont redevables d'une large part de leurs connaissances. Leurs ouvrages eurent un grand succès qui contrbua significativement au prestige de leur maître.  
Cité par de nombreux auteurs de textes d'équitation, il a lui-même été peu lu car son écrit, Arte veterla, dont le propos se limite à une série de bellissimi secreti de maréchalerie, n'a jamais été publié. Il s'agit d'un manuscrit, et non d'un traité, qui traite des maladies du cheval, à l'époque domaine de la compétence des maréchaux-ferrants, et dans lequel il reprend les connaissances du Moyen Âge constituées à la fois d'observations empiriques et de superstitions. Les traitements proposés recourent aux amulettes, aux saignées et aux prières. Ce document n'est pas structuré et se présente sous la forme de notes, de mémentos qui pourraient être écrits par des élèves en vue d'une publication ultérieure. Il n'est pas exclu que ce texte ait été écrit par un de ses élèves sur la base de son enseignement. Il a toutefois fait l'objet d'une diffusion car il existe en existe au moins neuf exemplaires qui sont conservés dans des bibliothèques italiennes, françaises et anglaises.La connaissance de Pignatelli dans le domaine vétérinaire ne s'écarte pas de ce qui a été écrit ou publié avant lui.   
Il recommande à ses élèves d'utiliser la Il a toutefois douceur avec leurs chevaux, comme le répéta souvent Antoine de Pluvinel à Louis XIII qui fut son élève. Il enseigne jusqu'à la fin de sa vie à Naples. Quand il ne put plus monter à cheval, il continua à donner des conseils, corriger les erreurs des chevaux et des cavaliers, assis sur une chaise. 
Claudio Corte le décrit comme un « gentilhomme napolitain, et vraiment pas moins facétieux et courtois, et très rare dans la profession de cavalier ». 
Un manuscrit très rare, d'une douzaine de pages, Libro de'cavalli dell Sig. re J. Bapt. ta Pignatello dove si puo imbrigliare ogni sorte de Cavalli è conoser le bocca di quelli, écrit en italien à la fin du XVIe et au début du XVIIe siècle, provenant de la bibliothèque de Huzard, puis de celle du baron de Curnieu a été vendu aux enchères en 1986 et est désormais conservé dans une bibliothèque privée au Portugal. Le titre et la brève description qui en fut donné lors de la vente de 1986 laisse à penser qu'il ne s'agit pas d'un traité mais d'un répertoire des embouchures.

## Apports techniques

### Embouchures
Comme tous les maîtres d'équitation de la Renaissance, il se préoccupa de trouver la juste embouchure et conçut de nouveaux mors. Avant Pignatelli, la forme du mors variait pour pallier les défauts de structure du cheval ; il fut le premier à préconiser le mors le plus simple pour tous les chevaux. Il élabora trois types d'embouchures, appelés « alla Pignatelli », décrits par Salomon de la Broue dans Le cavalerice françois et l'Italien Pirro Antonio Ferraro dans Il Cavallo Frenato. Ces mors présentaient la particularité de laisser la langue du cheval libre via un orifice appelé « chiappone ». Pour dire vrai, ce type de mors était déjà largement utilisé à la Renaissance et avait été décrit précédemment dans les traités de Grisone, Fiaschi et autres. Selon Ferraro, Pignatelli les améliora à plusieurs reprises afin d'obtenir un effet plus efficace au niveau des barres. Salomon de la Broue préconisa l'usage d'un des mors qu'il avait inventés, à canon brisé avec liberté de la langue.
Ces mors furent longtemps employés dans toutes les académies d'équitation européennes. 
« Si les brides avaient par elles-mêmes la propriété miraculeuse de faire la bouche d'un cheval et de le rendre obéissant, le cavalier et le cheval seraient habiles au sortir de la boutique d'un éperonnier ».

### Selle
Les maîtres napolitains adoptèrent et modifièrent la selle espagnole utilisée dans l'équitation « a la gineta » en supprimant l'arçon antérieur pour obtenir une selle de manège semblable à celle utilisée de nos jours. La selle de Pignatelli est enfoncée et profonde. Elle se caractérise par un pommeau qui permettait aux cavaliers de se tenir lors de l'exécution des airs hauts, notamment pour le travail aux piliers. Elle permettait aussi d'y nouer les rênes. Cette selle fut utilisée pendant au moins deux siècles par toutes les académies équestres, avant l'invention de la selle que l'on nomme « à l'anglaise ». Antoine de Pluvinel en modifia le modèle pour créer une nouvelle selle qui lui est personnelle et connue sous le nom de « selle à la Pluvinel ».

### Travail aux piliers
Pignatelli inventa les piliers pour s'aider dans la tâche difficile et fatigante de dressage des jeunes chevaux et dans celle encore plus délicate, de redresser les sujets difficiles. D'après ses disciples, affaibli par l'âge, il utilisait déjà un arbre pour compenser son manque de force physique. Son usage enthousiasma ses élèves, notamment Salomon de la Broue et Pluvinel qui en diffusèrent l'usage et affinèrent son emploi.

### Caveçon
On lui attribue l'invention du caveçon, autre instrument fort apprécié de ses élèves, notamment de Salomon de La Broue. William Cavendish, duc de Newcastle, y fait plusieurs fois allusion dans La méthode nouvelle et invention extraordinaire de dresser les chevaux, qui parut en 1657.

## Héritage
L'héritage des enseignements de Pigantelli fait débat entre historiens de l'équitation. Selon André Montheilet, il y a un fossé entre l'équitation de l'école italienne à la Renaissance, qu'il considère comme cruelle et brutale, et l'école classique qui s'est développée principalement en France et qui tend à styliser les airs et à s'émanciper progressivement du dressage du cheval à des fins militaires. La principale caractéristique de l'enseignement de Pignatelli est la non utilisation de méthodes de dressage coercitives, caractéristique relevée en particulier par ses élèves français. Selon Pluvinel, son maître insistait particulièrement sur la nécessité d'être avare de coups et  ardent en caresses. Salomon de La Broue rappelle qu'il utilisait principalement le mors considéré, à l'époque, comme le plus doux, le cannon. Un autre de ses élèves napolitain, Giovanni de Gamboa, a écrit un traité publié en 1606, La raggione dell’arte di cavalcare, dans lequel il reprend nombre des principes de Pignatelli, en insistant sur l'usage de la douceur.

## Académie ou école d'équitation?
Aucun écrit ne confirme de Pignatelli était à la tête d'une académie à Naples. Selon son ami proche René de Menou de Charnizay qui édita la première édition de son traité, Pluvinel lui même, quand il évoquait son séjour napolitain, mentionnait l'école de Pignatelli mais ne parlait pas d'une académie. Comme de retour en France, il y fonda une académie à Paris, certains auteurs, dont La Guérinière un siècle et demi plus tard, en déduisirent rapidement qu'il avait pris modèle sur l'école de son maître napolitain qui ne pouvait être qu'une académie car se situant en Italie qui en était le berceau. Aucun document ne permet de l'affirmer. Il est donc fort probable que Pignatelli, tout comme Grisone était à la tête d'une école privée d'équitation, alors fort nombreuses, et non d'une académie comme celle fondée par Cesare Fiaschi à Ferrare.

## Citations
« Il rendoit les chevaux si obeyssans et manians si justement et de si beaux airs qu’on les a veus à son escole sans toutefois se servir communement d’autres mords que d’un canon ordinaire avec le caveçon commun » a écrit Salomon de La Broue

« Monsieur de Pignatelle disoit qu’il falloit estre avare de coups et prodigue de caresses ! » Antoine de Pluvinel à son élève Louis XIII

### Sources
- Maria Franchini et Giuseppe Maresca, La fabuleuse aventure du cheval Napolitain : aux origines de l'art équestre, Paris, Zulma, 2003, 108 p. (ISBN 978-2-84304-258-4)
- Patrice Franchet d'Espérey et Monique Chatenet (dir.), Les arts de l'équitation dans l'Europe de la Renaissance : VIe colloque de l'École nationale d'équitation, au château d'Oiron, 4 et 5 octobre 2002, Arles, Actes Sud, 2009, 446 p. (ISBN 978-2-7427-7211-7, BNF 42104218)